# صفية أبوكار حسين
صفية ابوكار حسين (ولدت في 1 يناير 1981) هي متسابقة رياضية تُنافس دوليًا باسم الصومال.
كانت أول امرأة صومالية تتنافس في أولمبياد وطنها كانت تنافس في سباق 400 متر في دورة الألعاب الأولمبية الصيفية عام 2000 في سيدني، وانتهى بحصولها على المركز السادس حتى لا تتقدم إلى الجولة التالية.

## روابط خارجية
- صفية أبوكار حسين على موقع الاتحاد الدولي لألعاب القوى (الإنجليزية)
- صفية أبوكار حسين على موقع أوليمبيديا (الإنجليزية)